# Mengli I Girej
Mengli I Girej (krymskotatar. I Meñli Geray; ١ منكلى كراى, ur. 1445, zm. 1515) – chan Chanatu Krymskiego w latach 1466, 1469-1475 i 1478-1515, chan Wielkiej Ordy w 1491, szósty syn Hadżi Gireja, założyciela państwa Tatarów krymskich. Dzięki swojemu talentowi politycznemu jeden z najbardziej wpływowych dostojników Imperium Osmańskiego na początku XVI wieku.

## Życiorys
Po raz pierwszy na tron wstąpił w 1466, lecz po kilku miesiącach stracił władzę na rzecz swojego brata, Nur Dewleta. Powtórnie chanem został w 1469. Od 1470 był w narastającym konflikcie z władcą Złotej Ordy Ahmed-chanem, dlatego też szukał możliwości współpracy z Wielkim Księstwem Moskiewskim przeciwko Mongołom i Litwinom. W 1473 zawarł sojusz z Moskwą przeciw Polsce oraz Litwie, które wielokrotnie najeżdżał. W marcu 1475 abdykował w wyniku frondy swoich braci i możnych. W tym samym roku został pojmany w Kaffie przez Turków, a następnie w Stambule zmuszono go do uznania zwierzchnictwa Imperium Osmańskiego nad Krymem. W 1478 z turecką pomocą odzyskał władzę po raz trzeci, potwierdził też zwierzchność osmańską. W 1482 zdobył i złupił Kijów, porwał też wojewodę Iwana Chodkiewicza wraz z rodziną oraz biskupem katolickim. Po śmierci Ahmed-chana w 1481 zawiązał sojusz z Iwanem III Srogim.
W 1492 założył twierdzę Oczaków, która posiadała strategiczne znaczenie w północno-zachodnim basenie Morza Czarnego. W 1502 rozbił ostatecznie Wielką Ordę (pozostałość Złotej Ordy), przejmując kontrolę nad jej stolicą w Saraju. Obwołał się wówczas kaganem, roszcząc sobie pretensje do władzy nad wszystkimi plemionami turko-mongolskimi na Kaukazie i w dorzeczu dolnej Wołgi. Przyczynił się do zreorganizowania administracji państwowej. W latach 1502–1503 przeniósł stolicę chanatu do Bachczysaraju, gdzie został pochowany po śmierci. Wobec wzrostu potęgi Moskwy od 1512 był w sojuszu z unią polsko-litewską.

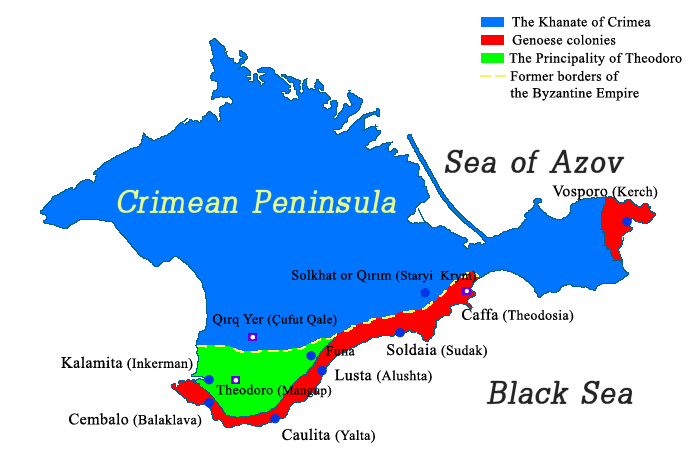
Półwysep Krymski w połowie XV w.